# Konstantin Maznikov
Konstantin Maznikov (Bulgaars : Константин Мазников) (Sofia, 5 april 1905 - Sofia, 22 oktober 1967) was een Bulgaars voetballer en voetbalcoach. Hij heeft gespeeld bij Levski Sofia.

## Loopbaan
Maznikov maakte zijn debuut in Bulgarije in 1924. Hij heeft 5 wedstrijden gespeeld. Hij maakte deel uit van de selectie voor het voetbaltoernooi op de Olympische Zomerspelen 1924. Hij werd met Bulgarije 12e plaats.
Maznikov overleed op 22 oktober 1967.